# Richard Schmitz
Pour les articles homonymes, voir Schmitz.
Richard Schmitz (14 décembre 1885 - 27 avril 1954) est maire de Vienne en Autriche entre 1934 et 1938 (l'Anschluss).

## Biographie
Il est vice-chancelier de l'Autriche, Ministre des affaires sociales et de l'éducation, et commissaire de Vienne. Il est membre du parti autrichien lié au catholicisme social.
En que ministre de l'Éducation, il inaugure en 1928 le Séminaire Max-Reinhardt.

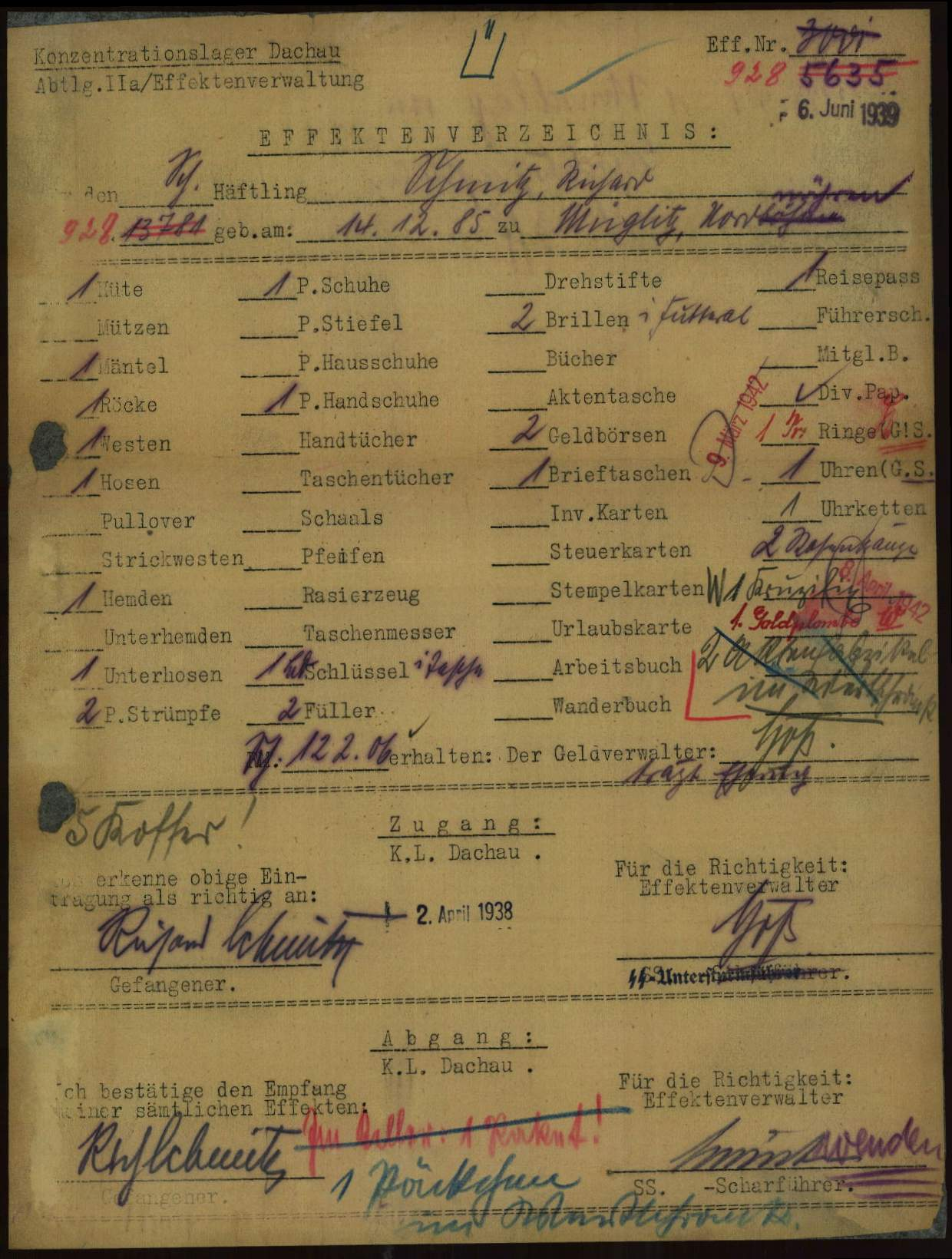
Liste des effets personnels de Richard Schmitz en tant que prisonnier au camp de concentration nazi de Dachau

Schmitz se prononce publiquement contre le nazisme et ses tactiques. Avec des milliers d'autres autrichiens, Richard Schmitz est arrêté et emmené au camp de concentration de Dachau en Bavière, où il reste pour la durée de la guerre.